# 맬컴 톰프슨
맬컴 톰프슨(Malcolm Thompson)은 오스트레일리아 출신 전 TV 배우로, 1970년대 연속극 The Restless Years에서의 배역으로 유명하다. 톰슨은 1949년, 영국 요크샤이어(Yorkshire)에서 태어나, 주 레퍼토리(weekly-repertory)와 다른 극장(The Bristol Old Vic, The Mermaid Theatre Co, London`s West End 포함)에서 연기를 시작했다. TV와 영화 작품은 학생 교육 프로그램들과 10달 동안 토모란 이름의 젊은 남성을 연기한 연속극 Coronation Street에서의 역할을 포함한다. 1976년, 오스트레일리아인 여성과의 결혼과 오스트레일리아 방문 후, 오스트레일리아를 고향으로 삼았다.
그는 1977년, 시드니 하얏트 킹스게이트 호텔(Hyatt Kingsgate Sydney)에서 서빙하던 중, 연속극 넘버 96(Number96)의 토비 벅스톤(Toby Buxton)역에 캐스팅되며, 오스트레일리아 TV에 데뷔했다.